# Cabinet Goebbels
Troisième Reich
Hitler von Krosigk
Le cabinet Goebbels, du nom du chancelier allemand Joseph Goebbels, est en fonction du 30 avril 1945 au 1er mai 1945. Joseph Goebbels exerce les fonctions de chancelier du Reich pendant deux jours ; son cabinet reste proche du cabinet Hitler, alors que le Troisième Reich s'écroule, défait et occupé par les Alliés.

## Composition
| Image | Fonction                                                | Nom | Nom                       | Affiliation politique |
| ----- | ------------------------------------------------------- | --- | ------------------------- | --------------------- |
|       | Chancelier du Reich                                     |     | Joseph Goebbels           | NSDAP                 |
|       | Ministre des Affaires étrangères                        |     | Arthur Seyss-Inquart      | NSDAP                 |
|       | Ministre de l'Intérieur                                 |     | Paul Giesler              | NSDAP                 |
|       | Ministre des Finances                                   |     | Lutz Schwerin von Krosigk | NSDAP                 |
|       | Ministre de l'Économie                                  |     | Walther Funk              | NSDAP                 |
|       | Ministre du Industrie et Travail                        |     | Theodor Hupfauer          | NSDAP                 |
|       | Ministre de la Justice                                  |     | Otto Georg Thierack       | NSDAP                 |
|       | Oberkommando der Wehrmacht                              |     | Wilhelm Keitel            |                       |
|       | Ministre des Postes                                     |     | Wilhelm Ohnesorge         | NSDAP                 |
|       | Ministre des Transports                                 |     | Julius Dorpmüller         | NI                    |
|       | Ministre de l'Alimentation et de l'Agriculture          |     | Herbert Backe             | NSDAP                 |
|       | Ministre de l'Aviation                                  |     | Robert von Greim          |                       |
|       | Ministre de la Science, de l'Éducation et de la Culture |     | Gustav Adolf Scheel       | NSDAP                 |
|       | Ministre des Affaires religieuses                       |     | Hermann Muhs              |                       |
|       | Ministre de l'Armement et de la Production de guerre    |     | Albert Speer              | NSDAP                 |
|       | Ministre de la Propagande                               |     | Werner Naumann            |                       |